# 梅見月杯
梅見月杯（うめみづきはい）は、愛知県競馬組合が名古屋競馬場で施行する地方競馬の重賞競走（SPI）である。正式名称は「東海農政局長賞 梅見月杯」、東海農政局が優勝杯を提供している。競走名は陰暦の2月である梅見月に由来。

## 概要
2000年に名古屋競馬場のダート1800mのサラブレッド系5歳（現4歳）以上の北陸・東海地区交流の重賞競走「梅見月杯」として創設。格付けはSPI（スーパープレステージワン）。創設当初から名古屋大賞典へのトライアル競走として位置付けられ、優勝馬に名古屋大賞典への優先出走権が与えられる。
2003年からは北陸・東海・近畿地区交流として行われ、2007年からは北陸・東海・近畿・中国地区交流となったが、福山競馬場の廃止により2014年から再び北陸・東海・近畿地区交流として行われている。
2010年からは東海農政局から優勝杯の提供を受け名称を現在の「東海農政局長賞 梅見月杯」に変更、2011年からは施行距離をダート1900mに変更された。
2019年より全国地方交流競走となり、他地区所属馬出走枠が4頭以下から5頭以下に変更。
2023年は名古屋競馬場の移転に伴い、距離が2000mとなる。2023年までは名古屋大賞典のトライアルであったが、2024年からはかきつばた記念のトライアル競走となり距離が1500mに短縮となる。
負担重量は2000年 - 2008年では馬齢重量、2009年からは別定となっている。

### 条件・賞金等（2025年）
出走条件
サラブレッド系4歳以上。全国地方交流で、他地区所属馬の出走枠は5頭以下と定められている。
負担重量
別定。57kg（牝馬2kg減）を基本に、前年1月30日以後のG・Jpn競走勝ち馬は1kg増となる
賞金額
1着1000万円、2着350万円、3着200万円、4着150万円、5着100万円、着外10万円。
副賞
東海農政局長賞、全国公営競馬主催者協議会会長賞、愛知県競馬組合管理者賞、開催執務委員長賞
優先出走権付与
1着馬にかきつばた記念の優先出走権が与えられる。

## 歴史
- 2000年 - 名古屋競馬場のダート1800mのサラブレッド系5歳（現4歳）以上の北陸・東海地区交流の馬齢重量（5・6歳（現4・5歳）57kg、7歳（現6歳）以上56kg、牝馬2kg減）の重賞（SPI）競走「梅見月杯」として創設。
- 2001年 - 馬齢表示の国際基準への変更に伴い、出走条件が「サラブレッド系5歳以上の北陸・東海所属馬」から「サラブレッド系4歳以上の北陸・東海所属馬」に変更。
- 2003年 - この年から北陸・東海・近畿地区交流競走として施行され、出走条件を「サラブレッド系4歳以上の北陸・東海・近畿所属馬」に変更。
- 2004年 - 6歳以上の負担重量が4・5歳と同じく牡馬・騸馬57kg、牝馬55kgに変更。
- 2006年 - アングロアラブ種のキジョージャンボが優勝。しかし、当年のレースが開催された2005年度いっぱいまで、アラブ馬に名古屋大賞典への優先出走権は与えられていなかった。
- 2007年 - この年から北陸・東海・近畿・中国地区交流競走として施行され、出走条件を「サラブレッド系4歳以上の北陸・東海・近畿・中国所属馬」に変更。
- 2009年 - 負担重量を「馬齢重量」から「別定重量」に変更。
- 2010年
  - 東海農政局から優勝杯の提供を受け、名称を現在の「東海農政局長賞 梅見月杯」に変更。
  - 負担重量を「別定重量」から「定量」に変更。
- 2011年 - 施行距離を現在のダート1900mに変更。
- 2018年 - 負担重量を別定に変更。
- 2019年 - 全国地方交流競走となる。
- 2023年 - 名古屋競馬場の移転に伴い、施行距離をダート2000mに変更。
- 2024年 - かきつばた記念のトライアルとなり、距離が1500mに短縮。

## 歴代優勝馬
馬齢は2000年も現表記を用いる。
コース種別を記載していない距離は、ダートコースを表す。2022年までの名古屋は旧名古屋競馬場。
| 回数   | 施行日        | 競馬場 | 距離  | 優勝馬             | 性齢 | 所属 | タイム | 優勝騎手   | 管理調教師 | 馬主                   |
| ------ | ------------- | ------ | ----- | ------------------ | ---- | ---- | ------ | ---------- | ---------- | ---------------------- |
| 第1回  | 2000年2月16日 | 名古屋 | 1800m | セイエイツートップ | 牡6  | 笠松 | 1:56.4 | 坂井薫人   | 岩崎幸紀   | 田中誠                 |
| 第2回  | 2001年2月21日 | 名古屋 | 1800m | ブラウンシャトレー | 牡4  | 愛知 | 1:55.7 | 安部幸夫   | 国光徹     | 小島史代               |
| 第3回  | 2002年2月20日 | 名古屋 | 1800m | ゴールドプルーフ   | 牡7  | 愛知 | 1:57.0 | 河端秀俊   | 今津勝之   | 近藤正道               |
| 第4回  | 2003年2月13日 | 名古屋 | 1800m | マルカセンリョウ   | 牡5  | 愛知 | 1:55.1 | 上松瀬竜一 | 瀬戸口悟   | 大西和子               |
| 第5回  | 2004年2月13日 | 名古屋 | 1800m | マルカセンリョウ   | 牡6  | 愛知 | 1:56.3 | 吉田稔     | 瀬戸口悟   | 大西和子               |
| 第6回  | 2005年2月4日  | 名古屋 | 1800m | ストロングライフ   | 騸10 | 愛知 | 1:56.9 | 戸部尚実   | 塚田隆男   | 古賀和夫               |
| 第7回  | 2006年2月17日 | 名古屋 | 1800m | キジョージャンボ   | 牡6  | 愛知 | 1:56.6 | 丸野勝虎   | 井上正     | 野々山重貞             |
| 第8回  | 2007年2月23日 | 名古屋 | 1800m | ムーンバレイ       | 牡6  | 愛知 | 1:56.3 | 吉田稔     | 角田輝也   | 後藤繁樹               |
| 第9回  | 2008年2月20日 | 名古屋 | 1800m | サンキンスピーチ   | 牡6  | 愛知 | 1:59.5 | 兒島真二   | 圓田修     | 河原純之               |
| 第10回 | 2009年2月18日 | 名古屋 | 1800m | ベストタイザン     | 牡5  | 兵庫 | 1:56.7 | 下原理     | 齊藤裕     | 平野正行               |
| 第11回 | 2010年2月19日 | 名古屋 | 1800m | マイネルアラバンサ | 牡7  | 愛知 | 1:55.1 | 岡部誠     | 荒巻透     | 玉田博志               |
| 第12回 | 2011年2月24日 | 名古屋 | 1900m | ヒシウォーシイ     | 牡6  | 愛知 | 2:03.4 | 岡部誠     | 川西毅     | 竹内三年               |
| 第13回 | 2012年2月23日 | 名古屋 | 1900m | ホウライエイブル   | 牡6  | 愛知 | 2:03.2 | 吉田稔     | 藤ケ崎一人 | 橋元幸平               |
| 第14回 | 2013年2月21日 | 名古屋 | 1900m | サイモンロード     | 牡5  | 愛知 | 2:00.3 | 丸野勝虎   | 角田輝也   | 澤田昭紀               |
| 第15回 | 2014年2月21日 | 名古屋 | 1900m | サイモンロード     | 牡6  | 愛知 | 2:03.2 | 丸野勝虎   | 角田輝也   | 澤田昭紀               |
| 第16回 | 2015年2月27日 | 名古屋 | 1900m | サイモンロード     | 騸7  | 愛知 | 2:01.8 | 丸野勝虎   | 角田輝也   | 澤田昭紀               |
| 第17回 | 2016年2月19日 | 名古屋 | 1900m | アクロマティック   | 騸6  | 兵庫 | 2:06.2 | 下原理     | 新子雅司   | 野田善己               |
| 第18回 | 2017年2月17日 | 名古屋 | 1900m | アサクサポイント   | 騸9  | 愛知 | 2:05.3 | 大畑雅章   | 今津博之   | 林由真                 |
| 第19回 | 2018年2月16日 | 名古屋 | 1900m | ポルタディソーニ   | 牝4  | 愛知 | 2:06.0 | 宮下瞳     | 瀬戸口悟   | 吉岡泰治               |
| 第20回 | 2019年2月14日 | 名古屋 | 1900m | マイタイザン       | 牡6  | 兵庫 | 2:04.0 | 杉浦健太   | 新井隆太   | 平野正行               |
| 第21回 | 2020年2月13日 | 名古屋 | 1900m | ポルタディソーニ   | 牝6  | 愛知 | 2:04.8 | 宮下瞳     | 瀬戸口悟   | 吉岡泰治               |
| 第22回 | 2021年2月10日 | 名古屋 | 1900m | ノーブルサターン   | 牡7  | 大井 | 2:04.2 | 戸部尚実   | 佐野謙二   | 吉木伸彦               |
| 第23回 | 2022年2月4日  | 名古屋 | 1900m | トミケンシャイリ   | 牡4  | 愛知 | 2:03.2 | 今井貴大   | 竹下直人   | (株)ファーストビジョン |
| 第24回 | 2023年2月2日  | 名古屋 | 2000m | タカジョー         | 牡5  | 浦和 | 2:10.7 | 和田譲治   | 宇野木博徳 | 西村健                 |
| 第25回 | 2024年2月1日  | 名古屋 | 1500m | メルト             | 牡5  | 愛知 | 1:34.8 | 丸野勝虎   | 角田輝也   | 長谷川守正             |
| 第26回 | 2025年1月30日 | 名古屋 | 1500m | アウストロ         | 牡5  | 浦和 | 1:33.7 | 秋元耕成   | 小澤宏次   | 迎徹                   |

#### 各回競走結果の出典
- 梅見月杯 歴代優勝馬 - 地方競馬全国協会
- JBISサーチ
  - 2000年、2001年、2002年、2003年、2004年、2005年、2006年、2007年、2008年、2009年、2010年、2011年、2012年、2013年、2014年、2015年、2016年、2017年、2018年、2019年、2020年、2021年、2022年、2023年、2024年、2025年